# جوان كليفتون
جوان كليفتون (بالإنجليزية: Joanne Clifton)‏ هي مغنية ومقدمة تلفزيونية وممثلة بريطانية، ولدت في 24 أكتوبر 1983 في Waltham, Lincolnshire ‏ في المملكة المتحدة.

## وصلات خارجية
- الموقع الرسمي